# 招呼站

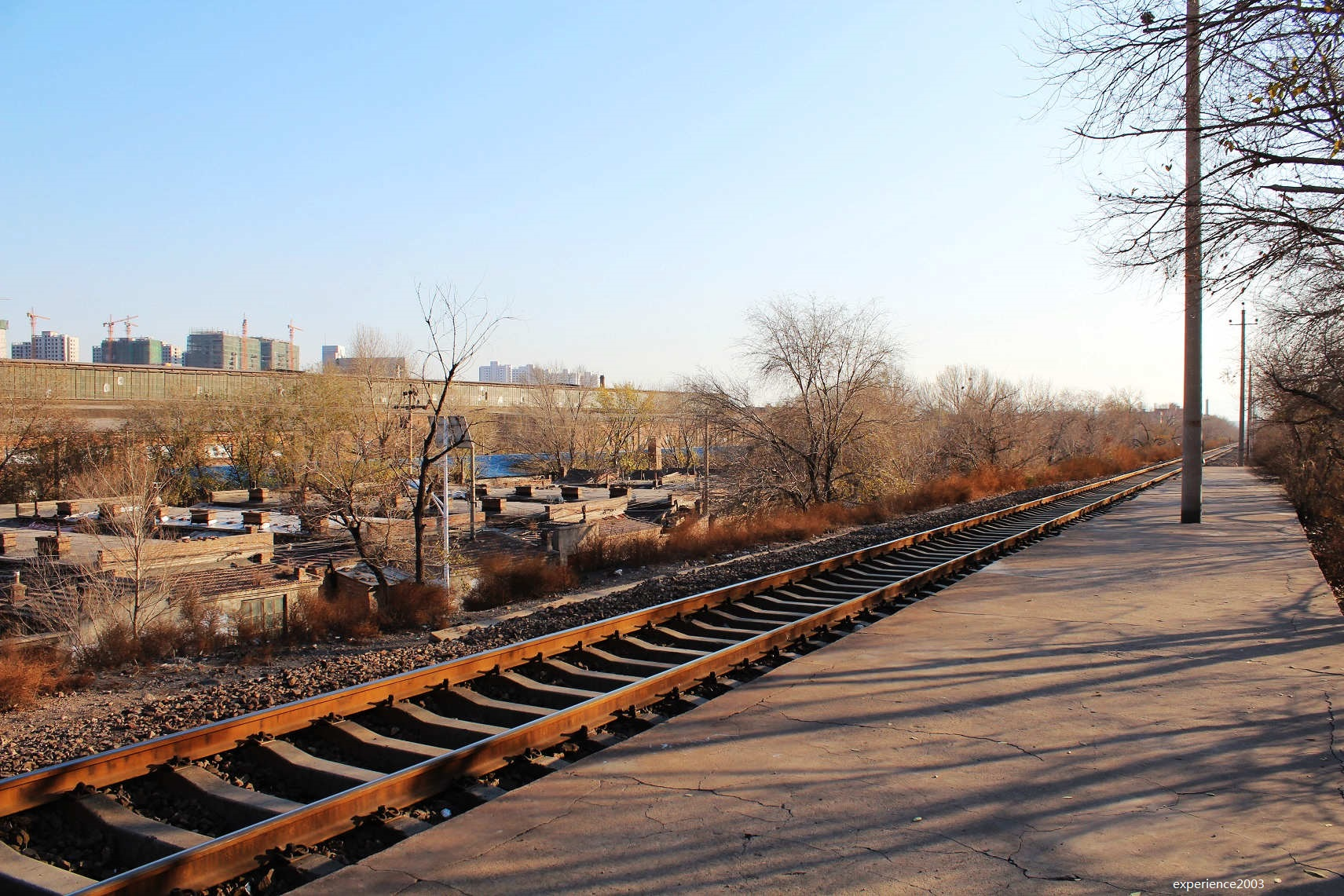
京包铁路张家口联络线上的茶坊乘降所

招呼站，是指全日無人看守、或仅有值班站长值守的鐵路車站，亦可稱為無人站，香港電車中稱為隨意站。通常是旅客人數及停靠列車較少、業務量低，但基於當地通勤旅客的需要或其他因素而需維持營運的車站。这种车站常年无人值守，不提供货运服务。也就是说停靠在招呼站的列车只有客车而没有货车。但是招呼站有时又是有些地方的居民赖以与外界沟通的唯一通道。若有旅客列车停靠需要维持乘客秩序时，会调派人员在车站站台维持秩序或进行一系列安全检查。

## 與有人駐守車站的分別
- 需透過自動門票機或在車內購買車票及結算。
- 除了固定巡邏、打掃清潔外，車站並無人員駐守。
- 車站遇上使用高峰期，如通勤時間，旅遊旺季，節慶活動等，會派駐人員以及設置臨時閘口。
- 部份車站由一個主要的有人車站對多個次要的無人車站進行遙距監控，日本名古屋鐵道多個車站屬遙距監控的無人車站

## 各地招呼站

### 中国大陆
12306网站可查询中国大陆地区的招呼站站点。中国大陆地区的招呼站不对外发售车票，在招呼站上车的乘客需要在列车上补票。但部分招呼站依然保留货运营业室，对外办理少量货物托运作业。